# Shaftsburg
Shaftsburg es un lugar designado por el censo ubicado en el condado de Shiawassee en el estado estadounidense de Míchigan. En el Censo de 2020 tenía una población de 450 habitantes y una densidad poblacional de 170,45 habitantes por km². Fue incluido como CDP en el censo de 2020. 

## Geografía
Shaftsburg se encuentra ubicado en las coordenadas 42°48′17″N 84°17′35″O / 42.80472, -84.29306.  Según la Oficina del Censo de los Estados Unidos,  tiene una superficie total de 2,64 km², de la cual 2,59 km² corresponden a tierra firme y 0,05 km² a agua.